# Небезпечні мандри (фільм)
«Небезпечні мандри» (англ. Watership Down) — британський анімаційний фільм Мартіна Розена, знятий 1978 року за романом «Небезпечні мандри» Річарда Адамса.

## Сюжет
Фільм базується на однойменному романі, розповідаючи про пригоди групи кролів, які вирішили втекти від небезпеки й знайти власний дім.

## Ролі озвучували
| Персонаж                                | Актор                                         |
| --------------------------------------- | --------------------------------------------- |
| Ліщина (англ. Hazel)                    | Джон Гарт (англ. John Hurt)                   |
| П'ятий (англ. Fiver)                    | Річард Брайєрс (англ. Richard Briers)         |
| Кучма (Тлайлі) (англ. Bigwig)           | Майкл Грем Кокс (англ. Michael Graham Cox)    |
| Падуб (англ. Holly)                     | Джон Беннетт (англ. John Bennett)             |
| Пан Горобина (Треара) (англ. Threarah)  | Ральф Річардсон (англ. Ralph Richardson)      |
| Ожина (англ. Blackberry)                | Саймон Каделл (англ. Simon Cadell)            |
| Чашечка Квітки (Глао) (англ. Pipkin)    | Рой Кіннер (англ. Roy Kinnear)                |
| Срібний (англ. Silver)                  | Теренс Рігбі (англ. Terence Rigby)            |
| Кульбаба (англ. Dandelion)              | Річард О'Каллаґан (англ. Richard O'Callaghan) |
| Первоцвіт (англ. Cowslip)               | Денголм Елліотт (англ. Denholm Elliott)       |
| Кегаар (англ. Kehaar)                   | Зеро Мостел (англ. Zero Mostel)               |
| Звіробій (англ. Woundwort)              | Гаррі Ендрюс (англ. Harry Andrews)            |
| Сяй-роса (Хізентлай) (англ. Hyzenthlay) | Ханна Гордон (англ. Hannah Gordon)            |
| Кервель (англ. Campion)                 | Найджел Готорн (англ. Nigel Hawthorne)        |
| Кіт (англ. Cat)                         | Лінн Фарлі (англ. Lynn Farleigh)              |
| Чорнобіль (англ. Blackavar)             | Кліфтон Джонс (англ. Clifton Jones)           |
| Вербена (англ. Vervain)                 | Дерек Ґриффітс (англ. Derek Griffiths)        |
| Фрітх (англ. Frith)                     | Майкл Гордерн (англ. Michael Hordern)         |
| Чорний Кріль (англ. Black Rabbit)       | Джосс Екленд (англ. Joss Ackland)             |

## Нагороди та номінації
1979 року фільм отримав нагороду «Сатурн» як «Найкращий повнометражний мультфільм».
Його також було номіновано на «Найкращий фільм-фентезі» (1979), «Найкращу постановку» (1979).